# Čeremisinovo
Čeremisinovo (in russo Черемисиново?) è un insediamento di tipo urbano della Russia europea, nell'oblast' di Kursk; è il centro amministrativo del distretto Čeremisinovskij.
Si trova vicino al fiume Tim (bacino del Don), 88 km a nord-est di Kursk.